# Gotique de Crimée
 (avril 2019).
Le gotique de Crimée est un dialecte du gotique qui était parlé par les Goths de Crimée jusqu'à la fin du XVIIIe siècle.

## Histoire
L'existence d’un dialecte germanique en Crimée est attestée par différentes sources du IXe au XVIIIe siècle. La principale est un rapport de l'ambassadeur flamand Ogier Ghislain de Busbecq daté de 1572. Connu sous le nom de Quatrième courrier turc (der vierte türkische Brief), il a été publié en 1589. Busbecq rapporte avoir appris l'existence d'« un peuple qui par sa langue, ses coutumes... montre son origine germanique ». Il précise que ses interprètes l'ont mis en contact avec deux émissaires du peuple en question. Son courrier fournit une liste de cent un mots ou expressions avec leur traduction en latin, ainsi qu'une chanson. Ces données lui ont été transmises par l'un de ses deux informateurs.
Il convient toutefois de faire preuve à ce sujet de circonspection, un des interlocuteurs de Busbecq étant un Grec qui parlait le gotique de Crimée, l’autre un Goth qui avait abandonné sa langue d'origine pour le grec. Par conséquent aucun des deux n'était un locuteur natif. En second lieu, les termes cités par l'ambassadeur ne sont pas représentatifs de la langue gotique telle que nous la connaissons par l'intermédiaire de Wulfila, de sorte qu'il est peu probable que le parler germanique de Crimée soit du gotique au sens où on l’entend en linguistique historique ; il s’agit vraisemblablement d’une autre langue germanique issue de migrations plus tardives. Par ailleurs, on ne saurait exclure que les transcriptions de Busbecq aient été influencées par la langue qu'il parlait lui-même, c'est-à-dire le flamand, autre idiome germanique, car il ne disposait pas d'un système de notation phonétique rigoureux. Enfin des erreurs de transcription ou des fautes d'impression ont pu se produire lors de la publication du courrier, dont l'original n'a pas été conservé.
Il subsiste donc une incertitude quant à l'appartenance du gotique de Crimée au groupe des langues gotiques. Rien ne prouvant que le peuplement germanique de la Crimée soit le résultat d’une seule migration originelle, il est possible qu’un peuplement ultérieur et progressif par d’autres migrants d’origine germanique soit à l’origine de cette langue. À ce sujet, Peter Heather et Michael Kulikowski supposent qu’avant le Ve siècle, le peuple ostrogoth n’existait pas en tant que tel, et qu'il se constitua dans l'actuelle Ukraine à partir d'autres groupes, goths et non-goths,.
Deux indices pourraient néanmoins plaider en faveur d'une langue gotique de Crimée : le premier est une inscription de nom propre Harfidel en caractères hébreux trouvé sur une tombe du Ve siècle, le second la présence, dans le tatar de Crimée, du mot razn « charpente de toit » (à rapprocher de l'allemand Haus « maison »), qui constituerait un emprunt au gotique razn « maison ».

## Vocabulaire
Néanmoins, une grande partie du lexique mentionné par Busbecq semble bien relever d’une langue germanique, comme l’indiquent ces quelques exemples :
| gotique de Crimée | anglais | gotique       | allemand  | néerlandais | islandais | suédois            | français |
| ----------------- | ------- | ------------- | --------- | ----------- | --------- | ------------------ | -------- |
| apel              | apple   | apls (m.)     | Apfel     | appel       | epli      | (vild-)apel, äpple | pomme    |
| handa             | hand    | handus (f.)   | Hand      | hand        | hönd      | hand               | main     |
| schuuester        | sister  | swistar (f.)  | Schwester | zus(ter)    | systir    | syster             | sœur     |
| hus               | house   | -hūs (n.)     | Haus      | huis        | hús       | hus                | maison   |
| reghen            | rain    | rign (n.)     | Regen     | regen       | regn      | regn               | pluie    |
| singhen           | sing    | siggwan (vb.) | singen    | zingen      | syngja    | sjunga             | chanter  |
| geen              | go      | gaggan (vb.)  | gehen     | gaan        | ganga     | gå                 | aller    |

Plus précisément, Busbecq fournit dans son rapport épistolaire plusieurs dizaines de mots avec leur équivalent en latin (équivalents mentionnés ici avec leur signification en allemand moderne) dont ceux-ci :
| gotique de Crimée | latin            | allemand  | français       |
| ----------------- | ---------------- | --------- | -------------- |
| broe              | panis            | Brot      | pain           |
| plut              | sanguis          | Blut      | sang           |
| hoef              | caput            | Kopf      | tête, chef     |
| schieten          | mittere sagittam | schießen  | lancer, tirer  |
| knauen tag        | bonus dies       | guten Tag | bonjour        |
| reghen            | pluvia           | Regen     | pluie          |
| bruder            | frater           | Bruder    | frère          |
| alt               | senex            | alt       | vieux          |
| wintch            | ventus           | Wind      | vent           |
| siluir            | argentum         | Silber    | argent (métal) |
| goltz             | aurum            | Gold      | or             |
| fisct             | piscis           | Fisch     | poisson        |
| thurn             | porta            | Tür       | porte          |
| sune              | sol              | Sonne     | soleil         |
| mine              | luna             | Mond      | lune           |
| bars              | barba            | Bart      | barbe          |
| boga              | arcus            | Bogen     | arc            |
| brunna            | fons             | Brunnen   | fontaine       |
| waghen            | carrus           | Wagen     | char(ette)     |
| schlipen          | dormire          | schlafen  | dormir         |
| kommen            | venire           | kommen    | venir          |
| lachen            | ridere           | lachen    | rire           |
| oeghene           | occuli           | Augen     | yeux           |
| stul              | sedes            | Stuhl     | chaise         |
| salt              | sal              | Salz      | sel            |

Par ailleurs, plusieurs formes verbales conjuguées nous ont été transmises :
Tzo vvarthata  → tu as fait
Ich malthata  → j'ai dit
Bien que la racine n’en soit pas identifiable avec certitude, la finale en -ta est manifestement équivalente de la finale en -da du passé des verbes faibles gotiques connus par la bible de Wulfila.
Enfin, une cantilène de trois vers a été notée par Busbecq :
Wara wara ingdolou
Scute gira Galizu (Galtzou)

Hoemisclep dorbiza ea
La traduction supposée  (1991) est la suivante :
Attention, attention, égaré(e) par la douleur,
Quand tu contemples avec nostalgie Ialta (Galizu),

Tu regrettes toujours les vestiges de ton village natal.
Mais de nombreuses autres traductions, toutes éloignées les unes des autres, ont été proposées par différents linguistes (Piergiuseppe Scardigli, Ottar Grønvik). Il est possible que le vocabulaire noté par Busbecq ne nous permette jamais de traduire ce texte de façon satisfaisante et, partant que d’autres interprétations pourraient être imaginées .